# Масарак
Масарак (перс. ماسرك) — село в Ірані, у дегестані Ушіян, у бахші Чабоксар, шагрестані Рудсар остану Ґілян. У переписі 2006 року вказане як окремий населений пункт, але без відомостей про чисельність населення.

## Клімат
Середня річна температура становить 11,13 °C, середня максимальна – 24,65 °C, а середня мінімальна – -3,42 °C. Середня річна кількість опадів – 548 мм.
| Клімат поселення                              | Клімат поселення | Клімат поселення | Клімат поселення | Клімат поселення | Клімат поселення | Клімат поселення | Клімат поселення | Клімат поселення | Клімат поселення | Клімат поселення | Клімат поселення | Клімат поселення | Клімат поселення |
| Показник                                      | Січ.             | Лют.             | Бер.             | Квіт.            | Трав.            | Черв.            | Лип.             | Серп.            | Вер.             | Жовт.            | Лист.            | Груд.            |                  |
| Середній максимум, °C                         | 6,50             | 5,87             | 7,80             | 13,73            | 18,98            | 23,01            | 24,65            | 24,44            | 20,95            | 17,60            | 11,69            | 7,48             |                  |
| Середня температура, °C                       | 1,86             | 1,24             | 3,16             | 9,08             | 14,32            | 18,37            | 21,12            | 20,91            | 17,41            | 14,06            | 8,16             | 3,95             |                  |
| Середній мінімум, °C                          | −2,79            | −3,42            | −1,49            | 4,43             | 9,68             | 13,71            | 17,58            | 17,38            | 13,88            | 10,51            | 4,61             | 0,40             |                  |
| Норма опадів, мм                              | 46               | 47               | 66               | 48               | 45               | 22               | 17               | 19               | 38               | 79               | 63               | 58               |                  |
| Середньомісячна швидкість вітру, м/с          | 2.07             | 2.51             | 2.69             | 2.70             | 2.30             | 2.01             | 1.93             | 1.99             | 1.83             | 2.01             | 2.29             | 2.00             |                  |
| Середньомісячна сонячна радіація, кДж/м²·день | 7738             | 10005            | 12333            | 16192            | 19643            | 21418            | 21761            | 19121            | 15816            | 11578            | 9180             | 7311             |                  |
| --------------------------------------------- | ---------------- | ---------------- | ---------------- | ---------------- | ---------------- | ---------------- | ---------------- | ---------------- | ---------------- | ---------------- | ---------------- | ---------------- | ---------------- |
| Джерело:                                      |                  |                  |                  |                  |                  |                  |                  |                  |                  |                  |                  |                  |                  |